# Xã Fallsbury, Quận Licking, Ohio
Xã Fallsbury (tiếng Anh: Fallsbury Township) là một xã thuộc quận Licking, tiểu bang Ohio, Hoa Kỳ. Năm 2010, dân số của xã này là 981 người.